# Gorcy
Gorcy – miejscowość i gmina we Francji, w regionie Grand Est, w departamencie Meurthe i Mozela.
Według danych na rok 1990 gminę zamieszkiwało 2168 osób, a gęstość zaludnienia wynosiła 529 osób/km² (wśród 2335 gmin Lotaryngii Gorcy plasuje się na 194. miejscu pod względem liczby ludności, natomiast pod względem powierzchni na miejscu 1088.).

## Galeria

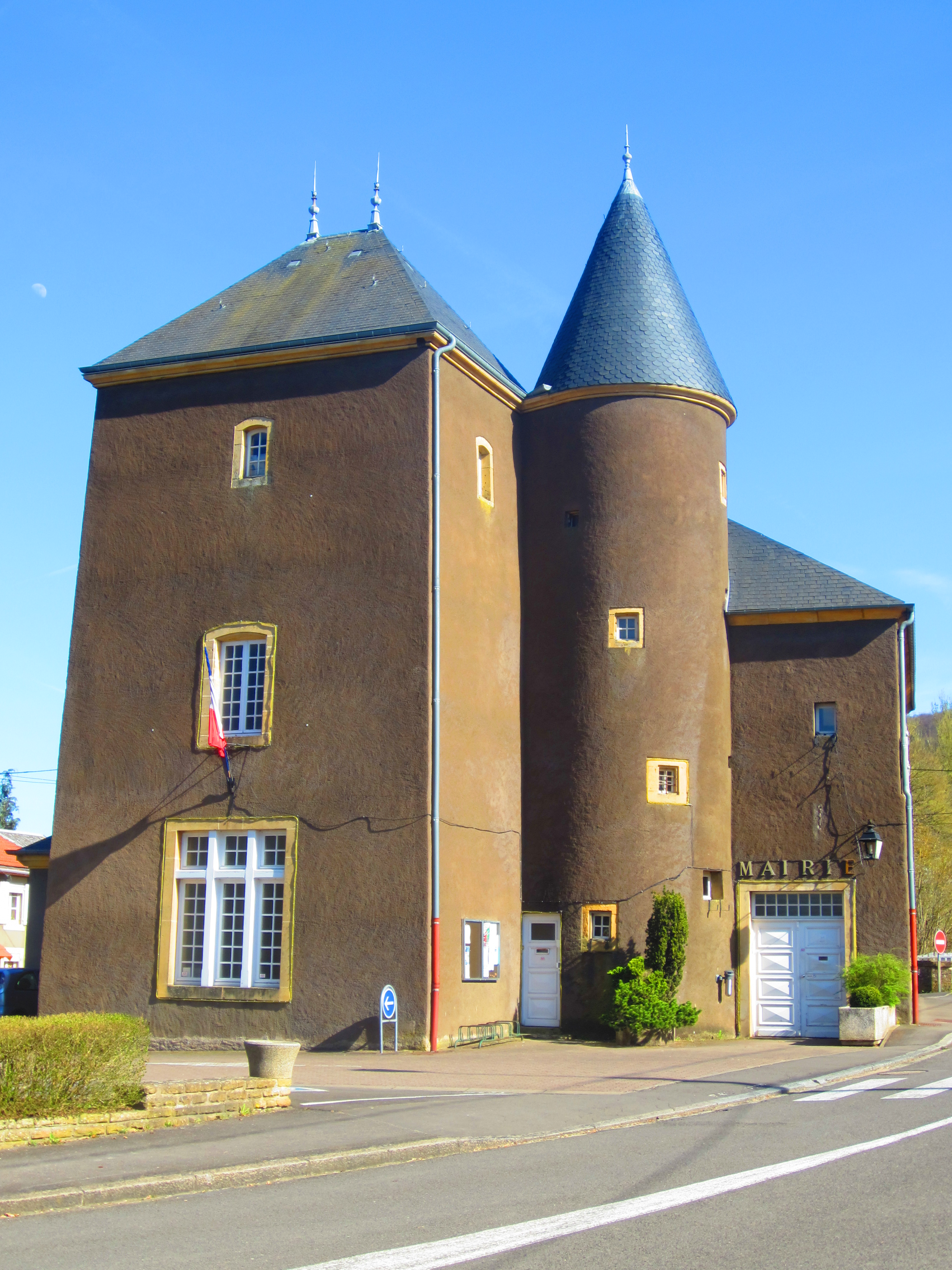
Ratusz (2012)
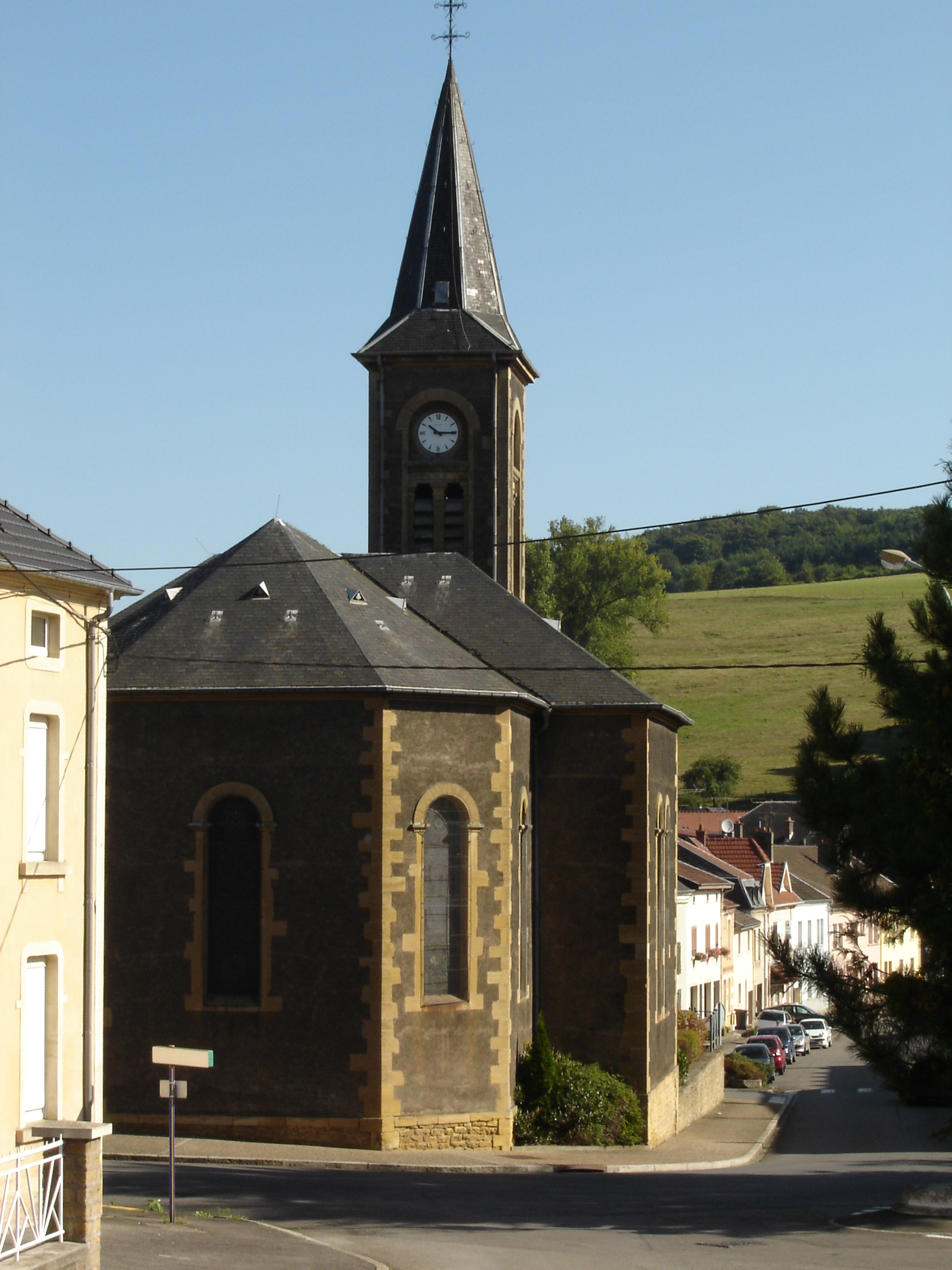
Kościół parafialny św. Jana Chrzciciela (2009)
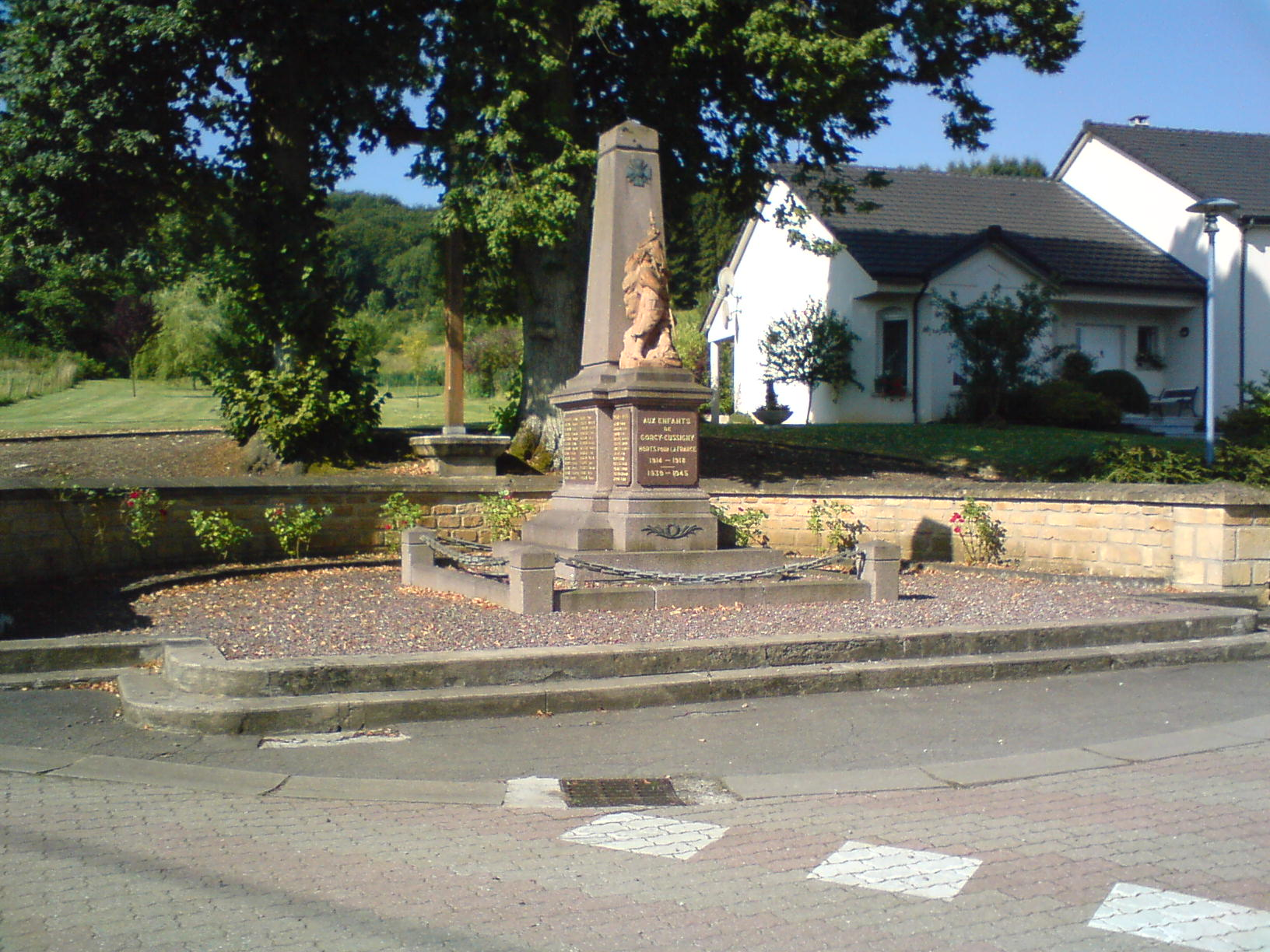
Pomnik ofiar I i II wojny światowej (2008)
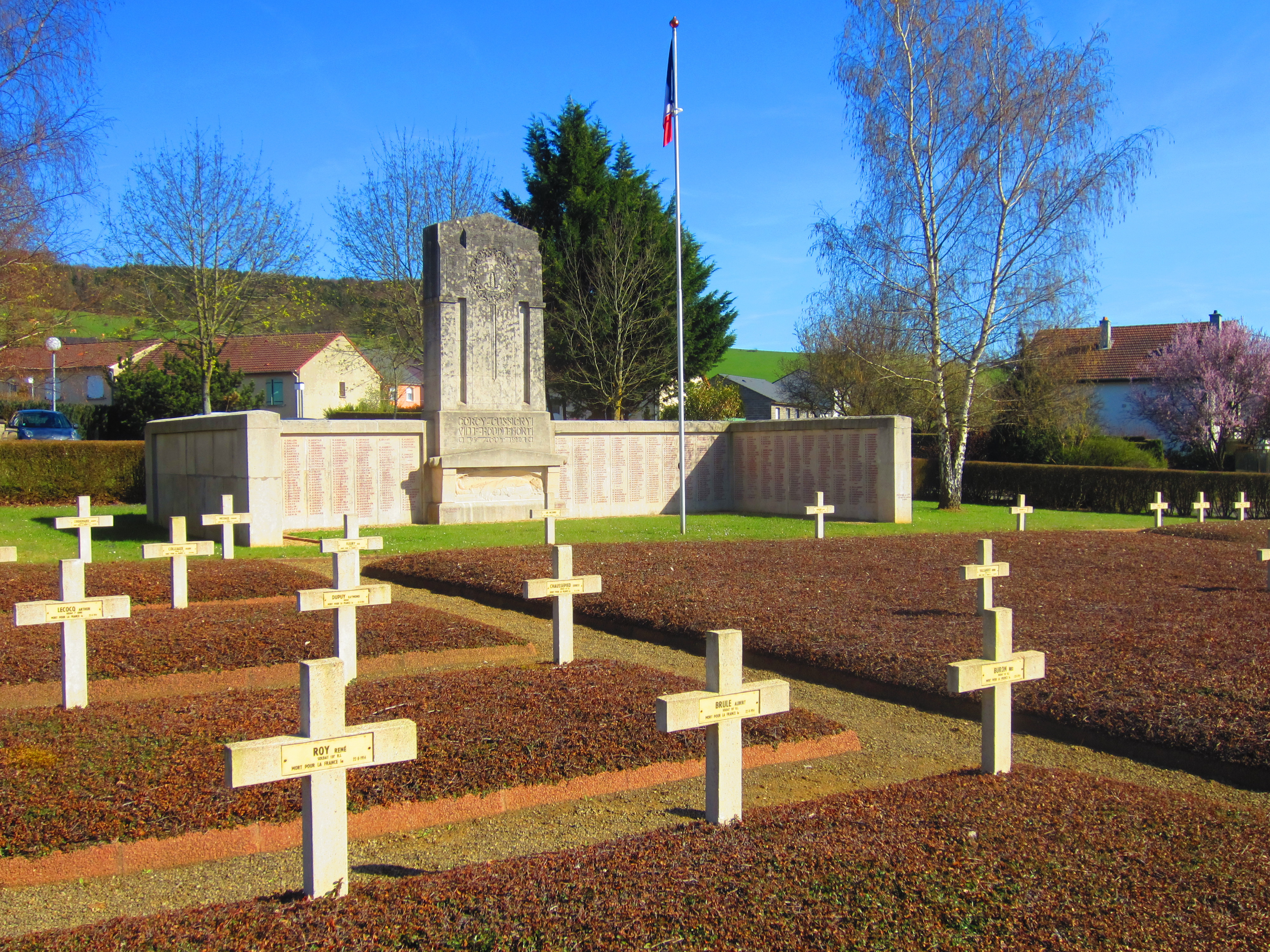
Cmentarz wojskowy w Gorcy (2012)

## Populacja

Populacja Gorcy w latach 1962–2008